# تاجوره
تاجوره (به فرانسوی: Tadjourah) (به عربی: تاجورة) شهرکی در منطقهٔ تاجوره واقع در کشور جیبوتی است که در سال ۲۰۰۵ میلادی دارای ۲۲۱٫۹۳ نفر جمعیت بود.